# Diversidad sexual en Dominica
Las personas lesbianas, gays, bisexuales y transgénero (LGBT) en Dominica enfrentan desafíos legales que no experimentan los residentes no LGBT. La homosexualidad es legal desde 2024, cuando el Tribunal Superior anuló la ley de sodomía de la era colonial del país .  Dominica no reconoce las uniones entre personas del mismo sexo, ya sea en forma de matrimonio o uniones civiles, y ninguna ley prohíbe la discriminación por motivos de orientación sexual o identidad de género.

## Legalidad de la actividad sexual entre personas del mismo sexo
El Tribunal Superior de Dominica dictaminó que las leyes de Dominica contra la sodomía eran ilegales el 22 de abril de 2024.

Antes de esa sentencia, tanto los tipos de actividad sexual masculina como femenina entre personas del mismo sexo eran ilegales en Dominica , al igual que las relaciones sexuales anales entre personas del sexo opuesto.
Entre 1995 y 2000, 35 personas fueron detenidas por las autoridades locales y acusadas de sodomía. Los tribunales condenaron a todos los infractores a multas y penas de prisión de hasta diez años; algunos fueron enviados a hospitales psiquiátricos locales para recibir "tratamiento". En 2001, 15 mujeres fueron detenidas y condenadas a cinco años de prisión; el cargo que se les imputaba era de indecencia grave. Diez hombres también fueron condenados a cinco años de prisión por "involucrarse en graves indecencias con personas del mismo sexo".
La Ley de Delitos Sexuales de 1998, modificada en 2016, tiene dos secciones que tratan sobre la actividad sexual entre personas del mismo sexo.

Sección 14. (1) Cualquier persona que cometa un acto de indecencia grave con otra persona es culpable de un delito y puede ser condenado a pena de prisión:
(a) si el denunciante es una persona mayor de dieciséis años, a doce años;
(b) si el denunciante es menor de dieciséis años, a catorce años por la primera infracción y a veinte años de prisión por la infracción posterior.”;
(2) La subsección (1) no se aplica a un acto de indecencia grave cometido en privado entre un hombre adulto y una mujer adulta, ambos con su consentimiento.

* * * *

(4) En esta sección, "indecencia grave" significa:
(a) un acto que no sea una relación sexual (ya sea natural o antinatural) por parte de una persona que involucre el uso del órgano genital con el fin de despertar o satisfacer el deseo sexual...
Sección 16. (1) Una persona que comete sodomía es culpable de un delito y sujeta a pena de prisión por -
(a) veinticinco años, si es cometido por un adulto sobre un menor;
(b) diez años, si es cometido por un adulto sobre otro adulto;
(c) cinco años, si es cometido por un menor;
y si el Tribunal lo estima conveniente, podrá ordenar que el condenado sea internado en un hospital psiquiátrico para recibir tratamiento.
(2) Cualquier persona que intente cometer el delito de sodomía, o sea culpable de un asalto con la intención de cometer el mismo, es culpable de un delito y puede ser castigado con una pena de prisión de cuatro años y, si el Tribunal lo considera adecuado, el tribunal puede ordenar que el condenado sea ingresado en un hospital psiquiátrico para recibir tratamiento.
(3) En esta sección, "sodomía" significa relaciones sexuales por año entre una persona de sexo masculino con una persona de sexo masculino...

### Esfuerzos de despenalización
En 2013, el obispo católico Gabriel Malzaire pidió la derogación de la ley y dijo:

Deseo dejar en claro que la Iglesia Católica en Dominica se adhiere al llamado de la Santa Sede en su declaración ante la 63ª sesión de la Asamblea General de las Naciones Unidas sobre la Declaración de los Derechos Humanos, la orientación sexual y la identidad de género, "a condenar todas las formas de violencia contra las personas homosexuales, así como instar a todos los Estados a tomar las medidas necesarias para poner fin a todas las sanciones penales en su contra...” La Iglesia Católica sostiene que los actos sexuales libres entre personas adultas no deben ser tratados como delitos para ser castigado por las autoridades civiles.

En 2014, el primer ministro Roosevelt Skerrit dijo que "Dominica no hace cumplir su ley contra la actividad homosexual, al menos en casas particulares, y no tiene planes de hacerlo".
En junio de 2019, un hombre gay en Dominica que desea permanecer en el anonimato anunció planes para desafiar la ley de sodomía del país, con la ayuda de Canadian HIV/AIDS Legal Network, un grupo de defensa con sede en Toronto, el Programa Internacional de Derechos Humanos de la Universidad de Toronto, Minority Rights Dominica (MiRiDom), un grupo de defensa LGBT, y Abogados sin Fronteras. El hombre gay ha enfrentado hostilidad homofóbica, discriminación, acoso, amenazas y agresiones físicas y sexuales alimentadas por esta ley. En un caso, fue brutalmente atacado en su propia casa, pero la policía se negó a investigar y permitió que su agresor permaneciera en libertad debido a su sexualidad, argumentando que, según la ley dominicana, las personas homosexuales son consideradas delincuentes. El hombre presentó oficialmente la demanda ante el Tribunal Superior de Justicia de Dominica en julio de 2019, impugnando dos disposiciones de la Ley de delitos sexuales que penaliza el sexo anal y la "indecencia grave" con hasta 10 y 12 años de prisión, respectivamente.

## Apoyo oficial a los derechos LGBT
En 2011, la delegación dominicana ante las Naciones Unidas firmó la "Declaración conjunta para poner fin a los actos de violencia y las violaciones de los derechos humanos relacionadas con ella por motivos de orientación sexual e identidad de género". Es el único estado miembro de la ONU en las Antillas Menores que lo ha hecho.

## Condiciones sociales

### Oposición a los turistas homosexuales
Bill Daniel, presidente de la Asociación Evangélica hablando en nombre del grupo, hizo la siguiente declaración en 2009: "Queremos que el gobierno se asegure de que los turistas homosexuales no vengan a la isla y se comporten de manera inmoral". La asociación protestó contra permitir que los cruceros gay visiten la isla y promover a Dominica como un "destino turístico gay".

### Violencia contra LGBT
Ha habido delitos de odio contra personas que se cree que son homosexuales en Dominica. Las personas en una disputa pueden usar palabras despectivas como "buggerman" o "battyman" para referirse a hombres "afeminados".
En 2010, un hombre de Portsmouth, Clement James, fue asesinado a puñaladas tras ser acusado de "observar" a su agresor masculino en un lugar público. El acusado, Davis St Jean, supuestamente tenía la costumbre de cantar y predicar en voz alta en la calle sobre el asesinato de personas homosexuales. Antes de apuñalar a Clement, según los informes, dijo "todos los battie boi deben estar muertos".

### Cultura LGBT
Una presentación académica de 2011 a las Naciones Unidas indicó que los grupos LGBT en Dominica se ven obligados a operar de manera clandestina por temor a que sus miembros sean victimizados. Los miembros que son abiertamente homosexuales se quejan de actos de vandalismo cometidos contra su propiedad. Las denuncias hechas a la policía no se toman en serio ya veces se ridiculiza a las víctimas.

### Agrupaciones LGBT
Minority Rights Dominica (MiRiDom) es un grupo de defensa LGBT en Dominica, que trabaja para promover los derechos LGBT en el país. Su fundador es Darryl Philip.